# Pan–cáncer pediátrico
Proyecto Pan-Cáncer de leucemias pediátricas
El proyecto Pan-Cáncer se basa en la agrupación de datos moleculares existentes para distintos tipos tumorales, DNA, RNA, proteínas y modificaciones epigenéticas, mediante el uso de las técnicas ómicas, las cuales permiten la identificación y cuantificación de miles de moléculas en un solo experimento, en un corto espacio de tiempo. Genómica  da información de lo que pasó y de la potencialidad de que algo pueda ocurrir, proteómica de lo que está pasando y metabolómica de lo que ha ocurrido. Los genes contienen información de que algo pueda ocurrir de forma potencial. Las proteínas nos dan información de lo que ocurre en el momento en un tejido que estemos estudiando, son las que ejercen las funciones y los metabolitos surgen como consecuencia de las funciones de las proteínas, nos informan de algo que ha ocurrido antes. Es por ello que la combinación de todas ellas nos da información de la biología de sistemas. No se trata de estudiar un sistema puntual, sino integrar toda la información de lo que puede ocurrir, lo que está ocurriendo y lo que ocurrió. Integrando toda esta información podemos descubrir biomarcadores, dianas terapéuticas, etc, mejorando el diagnóstico y terapia de alguna enfermedad prevalente y multifactorial, como lo es el cáncer. 

## Introducción
Hasta la fecha, se han realizado análisis Pan-Cáncer de 21 tipos tumorales de adultos, permitiendo la identificación de 33 genes mutados, que previamente no habían sido reportados y que permite tener una base potencial para la investigación de la implicación de dichos genes en el desarrollo y progresión de cada tipo tumoral, y así poder mejorar el diagnóstico y diseñar terapias específicas, dependiendo de la alteración que se presente. Es por ello, que análisis globales de este tipo no solo permiten estudiar de forma integrada la información disponible, para así poder identificar posibles similitudes y diferencias entre los tipos tumorales, de forma que sea posible diseñar terapias que sean efectivas para un tipo tumoral y que puedan ser extrapoladas a otro tipo tumoral que posea similitudes en cuanto los patrones moleculares alterados con el primer tipo tumoral, sino que además permite la identificación de nuevos genes mutados que son poco frecuentes en la población.  

## Pan-Cáncer análisis de tumores sólidos y leucemias pediátricas
Es por lo mencionado previamente, que recientemente se realizó un análisis Pan-Cáncer de alteraciones somáticas (variantes un solo nucleótido (SNVs), pequeñas inserciones/deleciones (indels), variaciones estructurales (SVs), alteración en el número de copias (CNAs) y fusión de genes y duplicaciones internas en tándem (ITDs)) de 1699 leucemias pediátricas y tumores sólidos de pacientes involucrados en los ensayos clínicos del Children's Oncology Group (COG), algo que se había realizado solo en tumores de adultos. Analizaron 6 histotipos (689 leucemias linfoblásticas agudas linaje B (B-ALL), 267 leucemias linfoblásticas agudas linaje T (T-ALL), 210 leucemias mieloides agudas (AML), 316 neuroblastomas (NBL), 128 tumor de Wilms (WT) y 89 osteosarcomas (OS)) mediante secuenciación de todo el genoma (WGS), exoma (WES) y transcriptoma (RNA-seq).  
El análisis completo del genoma permitió identificar 11 mutaciones frecuentes en los tumores analizados: T1 y T4 (mutaciones de células somáticas que se acumulan en la célula a lo largo de la vida del individuo) presentes en todos los histotipos y contribuyen en largas proporciones a mutaciones en T-ALL (97%), AML (63%), B-ALL(36%) y WT(28%). T2 y T7 (APOBEC (mutaciones de la apolipoproteína B)) enriquecidas en B-ALL. T3 (deficiencia en el sistema de reparación por recombinación homóloga) presente en muchos cánceres pediátricos, incluyendo OS, NBL, WT y B-ALL. T8 (daños en el DNA 8-oxoguanina, debido a ROS) presente solo en 1,5-12% de AML, B-ALL, OS y WT, pero frecuente (36%) en NBL. T-9 (deficiencia en los mecanismos de reparación del DNA) presente en B-ALL con mutaciones del gen MSH6. Se observó también mutaciones debidas a la Luz UV, solo en 8 muestras linaje tipo B, B-ALL. Se determinó que estas mutaciones inducen formación de dímeros de timina principalmente y que la frecuencia de esta mutación en estos tipos de cánceres pediátricos es baja en comparación con lo observado para cánceres adultos. Adicionalmente se observan nuevas mutaciones en todos los histotipos, excepto para el linaje tipo T, T-ALL, cuyo efecto aún se desconoce.
Se identificaron además 142 genes mutados, encontrándose que 78 de estos genes no se han reportado mutados en cánceres de adultos. Para el gen CDKN2A se identificaron mutaciones somáticas, principalmente deleciones para los histotipos B-ALL y T-ALL, siendo más frecuente en este último. Más de la mitad de estos genes estaban mutados solo en un histotipo específico, como mutaciones de TAL1 en T-ALL y de ALK en NBL. Adicionalmente se observó que las mutaciones para cada tipo de gen eran varias, por ejemplo para el gen STAG2, un gen que se sabe está involucrado en el desarrollo del sarcoma de Edwing y AML en adultos, presentó 5 tipos de mutaciones (SNV, Indel, CNA, SV  e ITD) entre los 5 histotipos estudiados. Además se observó por ejemplo que los genes USP7 y TAL1 en T-ALL presentan co-ocurrencia, mientras que SHANK2 y MYCN en NBL y PAX5 y TP53 en B-ALL muestran exclusividad mutua, es decir, no se han encontrado mutaciones de ambos genes en una muestra. 
Reportaron también alteraciones somáticas en 21 rutas de señalización, algunas de las cuales están alteradas en muchos histotipos, como son el ciclo celular y la regulación epigenética y otras son específicas para un histotipo, como la señalización de NOTCH que se ve afectada solo en las leucemias linfoides (B-ALL, T-ALL). Aún más, se encontró que los genes mutados son diferentes para cada histotipo. Por ejemplo, en la ruta RAS, JAK-STAT y PI3K las principales alteraciones somáticas en tumores sólidos ocurrieron en genes ALK, NF1 y PTEN, mientras que en leucemias ocurrieron en FLT3, PIK3CA, RAS, y PIK3R1. Adicionalmente, observaron que a pesar de que estas vías de señalización están afectadas tanto en cánceres adultos como pediátricos, los genes afectados son distintos para cada caso. En los cánceres pediátricos se han observado mutaciones de factores de transcripción y genes de la vía JAK/STAT, pero tanto en pediátricos como en adultos se han observado mutaciones de modificadores epigenéticos y genes del ciclo celular. A pesar de que el porcentaje de tumores con mutaciones puntuales en genes fue consistente al identificarlas mediante WGS o WES, WGS permite identificar CNAs y SVs, los cuales son muy frecuentes de cánceres pediátricos, el análisis integrado de los CNAs y SVs mediante WGS reveló cromotripsis (que son reordenamientos masivos causados por un evento catastrófico único) en 11% de las muestras. 
Por último, reportan que mediante el análisis de 6959 mutaciones codificantes estudiadas mediante WGS y RNA-seq., se puede determinar el tejido de origen de cada histotipo, de acuerdo con los genes que se están expresando, que son particulares para cada tipo de tejido. De las mutaciones ASE candidatas, que es un análisis de pérdida de heterocigocidad (LOH), la mitad no se detectó expresión para el alelo mutante, del resto, 76% de ellas que eran mutaciones truncadas que inducían la supresión del alelo mutante, mientras que 87% de mutaciones en puntos calientes inducían una sobreexpresión del gen. 
Todos los datos obtenidos de estos análisis están disponibles en el National Cancer Institute TARGET Data Matrix y el portal web ProteinPaint28. 